# Donaukanal Rohrbrücke

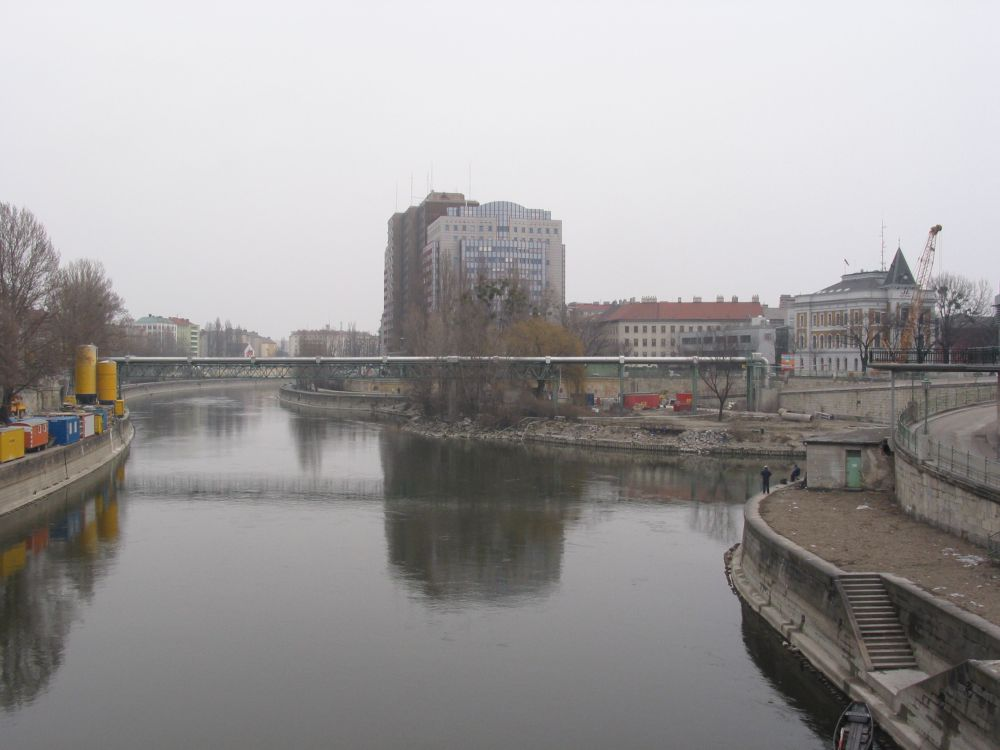
Die Rohrbrücke im Jahr 2004

Die Donaukanal Rohrbrücke war eine provisorische Brücke der Heizbetriebe Wien/Wiener Stadtwerke für Fernwärmeleitungen über den Donaukanal in Wien. Sie verband 1981–2005 die Bezirke Leopoldstadt und Landstraße.

## Lage
Die Brücke befand sich zwischen der linksufrigen Tempelgasse (etwa in deren südlicher Verlängerung) und dem Herrmannpark (Strandbar Hermann) am rechten Ufer und somit etwas östlich und kanalabwärts der Urania.
Die Rohrbrücke sollte funktionell wohl durch die in der Nähe kanalquerend geplante, aber (Stand 2025) nicht realisierte Uraniabrücke ersetzt werden.

## 1981–2005
Der Neubau der Reichsbrücke wurde gleich dazu genutzt, die Bezirke östlich der Donau mit Fernwärme zu versorgen. Dafür war auch eine zwei Kilometer lange Leitung zwischen der Kleinen Marxerbrücke und dem Mexikoplatz notwendig. Im Sommer 1981 wurde daher eine Rohrbrücke über den Donaukanal gebaut. Zum Schutz zweier Häuser in der Tempelgasse waren dafür Injektionspfähle notwendig. Die Brücke war ein reines Provisorium, da die Leitungen später in die geplante Uraniabrücke verlegt werden sollten.
Die Brücke war eine 80 Meter lange Stahlkonstruktion mit einer Breite von 3,20 Metern. Sie enthielt zwei Rohre mit jeweils 60 Zentimeter Durchmesser sowie einen Steg, der der Kontrolle der Leitungen diente. Da der Bau der Uraniabrücke jedoch nicht zustande kam, wurden die Fernwärmeleitungen unter den Donaukanal verlegt. Im Zuge der Abbrucharbeiten im Februar 2005 stürzte die Rohrbrücke allerdings in den Donaukanal.